# 柳沢七郎
柳沢 七郎（やなぎさわ しちろう、1890年〈明治23年〉9月25日 - 1978年〈昭和53年〉1月25日）は、元住友金属工業社長。

## 略歴
1890年宮城県の小松家に生まれ、のちに東京都の柳沢家の養子となる。宮城県古川高等学校、東北大学卒業。
1916年 住友製鋼所入社。1921年住友金属工業設立により住友金属工業に移籍。
1945年11月30日に専務取締役に就任し、1946年1月21日に取締役社長に就任、公職追放により1947年4月21日に取締役社長を辞任した。
1967年勲三等瑞宝章を受章。1978年に死去した。